# Damián Austin
Damián Austin (ur. 30 listopada 1974 w Las Tunas) – kubański bokser, dwukrotny złoty medalista mistrzostw świata.

## Kariera amatorska
W 1993 roku zdobył złoty medal na mistrzostwach świata w Tampere. W półfinale walkowerem zwyciężył Słowaka Tibora Rafaela, a w finale na punkty, Amerykanina Larry'ego Nicholsona.
W 2001 roku zdobył złoty medal na mistrzostwach świata w Belfaście. W finale pokonał Rumuna Mariana Simiona.